# 야쿠시지촌 (도치기현)
야쿠시지촌(薬師寺村)은 도치기현의 남부, 가와치군에 속했던 촌이다.

## 역사
- 1889년 4월 1일 - 정촌제 시행에 의해 가와치군 야쿠시지촌이 성립하였다.
- 1955년 4월 29일 - 요시다촌과 합병해 미나미가와치촌이 되었다.